# Glochidion palauense
Glochidion palauense är en emblikaväxtart som beskrevs av Takahide Hosokawa. Glochidion palauense ingår i släktet Glochidion och familjen emblikaväxter. Inga underarter finns listade i Catalogue of Life.